# Medi Sadoun
Medi Sadoun (ur. 8 lipca 1973 w Paryżu) – francuski aktor filmowy i telewizyjny, piosenkarz oraz kompozytor pochodzenia algiersko-włoskiego.

## Wybrana filmografia
- 2014: Za jakie grzechy, dobry Boże? (Qu'est-ce qu'on a fait au Bon Dieu ?) jako Rachid Benassem
- 2016: Przymusowe lądowanie (Débarquement immédiat !) jako Massoud Karzaoui / Hakim Aïd-Ben-Fouss
- 2019: I znowu zgrzeszyliśmy, dobry Boże! (Qu'est-ce qu'on a encore fait au Bon Dieu ?) jako Rachid Benassem
- 2019: Made in China (Made in China) jako Bruno
- 2021: A oni dalej grzeszą, dobry Boże! (Qu'est-ce qu'on a tous fait au Bon Dieu ?) jako Rachid Benassem